# Lucas Campana
Lucas Ariel Campana (Buenos Aires, Argentina, 11 de marzo de 1993) es un futbolista argentino. Juega como delantero centro y actualmente milita en el Brown de Adrogué de la Primera Metropolitana.

## Trayectoria
Cuando era jugador de las divisiones menores de Huracán, sufrió un accidente automovilístico que lo dejó al borde de la muerte y en coma por 12 días.

### Club Atlético Huracán
Surgido de las inferiores de Huracán, donde muchos periodistas hablaban muy bien del jugador. En el 2013 fue invitado a entrenar con el plantel principal. A inicios del 2014 realizó la pretemporada con el plantel principal. Sin embargo, a mediados del 2014 fue sometido a operación al hombro, el cual tenía lesionado.
Luego de varios años en reserva, fue incluido por primera vez en el plantel de primera y promovido oficialmente en la temporada 2015, junto a Martín Sarrafiore. Fue promovido por Néstor Apuzzo quien lo hizo debutar profesionalmente. Logra anotar en su debut profesional frente a Gimnasia y Esgrima. Fue gran amigo del Pity Martinez, con quien compartió equipo en las inferiores de Huracán. Asimismo, compartió la delantera con Ramon Abila y Edson Puch. 

### Deportes La Serena
Lucas Campana llegó a Deportes La Serena en el invierno del año 2015, enviado a préstamo por una temporada con opción a compra. Tiene una rápida adaptación, resultando una de las figuras del equipo en las primeras fechas del campeonato 2015 de la Primera B de Chile. Luego de un excelente semestre, donde medios chilenos lo eligieron como el mejor extranjero de la Primera B de Chile 2015-16; fue pedido por Universidad de Concepción, sin embargo, el fichaje no se dio por un tema contractual entre Huracán y La serena.
Luego de su gran temporada volvió a Huracán, club dueño de su carta pase, sin embargo, no pudo quedarse al no estar en los planes de Eduardo Domínguez.
A mediados del 2016 ficha por el recién ascendido Deportes Temuco. En su primera temporada logró anotar 7 goles y fue una de las figuras de su equipo; finalmente lo terminarían cediendo a préstamo por una temporada más y renovaría con Huracán hasta 2020. Además, jugó la Copa Sudamericana 2018. Logró ganarle a San Lorenzo.
Luego de terminar su préstamo por Deportes Temuco, firma a préstamo por Brown de Adrogué de la Primera B (Argentina) por 6 meses.
Para el segundo semestre del 2019 firma por el Club Atlético Estudiantes por una temporada. Para el 2020 no sería tomado en cuenta por lo que irrumpieron el contrato.
A pesar de que tenía contrato hasta junio del 2020, en febrero rescinde su contrato con huracán para llegar como jugador libre a San Martín (SJ).

### Sport Boys
Luego de quedar como jugador libre y tener una buena temporada, firma por Sport Boys del Callao uno de los equipos más tradicionales del Perú. Tuvo un semestre regular, debido a que logró clasificar a la Copa Sudamericana 2022.

## Clubes
| Club                          | País      | Año       | PJ | Goles |
| ----------------------------- | --------- | --------- | -- | ----- |
| Huracán                       | Argentina | 2015      | 6  | 1     |
| → Deportes La Serena (cedido) | Chile     | 2015-2016 | 28 | 12    |
| → Deportes Temuco (cedido)    | Chile     | 2016-2018 | 40 | 12    |
| → Brown de Adrogué (cedido)   | Argentina | 2019      | 13 | 6     |
| → Estudiantes (BA) (cedido)   | Argentina | 2019      | 15 | 7     |
| San Martín (SJ)               | Argentina | 2020-2021 | 25 | 8     |
| Sport Boys                    | Perú      | 2021      | 7  | 1     |
| Marathón                      | Honduras  | 2022      | 38 | 16    |
| Motagua                       | Honduras  | 2023-2024 | 30 | 12    |
| Olancho                       | Honduras  | 2024-Act. | 9  | 2     |
| Brown de Adrogué              | Argentina | 2025-Act. |    |       |